# Chiltonia minuta
Chiltonia minuta är en kräftdjursart som beskrevs av Edward Lloyd Bousfield 1964. Chiltonia minuta ingår i släktet Chiltonia och familjen Hyalidae. Inga underarter finns listade i Catalogue of Life.